# Витоша 100
„Витоша 100“ е планински ултрамаратон, известен още като Обиколката на Витоша, който се провежда ежегодно около Витоша с дължина около 100 km – в актуалния вариант трасе 98 km и сумарно изкачване 2090 m. Състезанието води началото си от 70-те години на XX век, като първоначално носи името „100 километра за 24 часа“ и има за цел завършване на обиколката за едно денонощие. Към 2023 година е организирана общо 40 пъти.
Категориите, в които участниците се състезават, са колоездене, бягане и дуатлон (комбинация от двете), като колоездачите стартират първи в събота в 6 ч. сутринта, а бегачите – в 23.59 ч. през нощта (полунощ събота срещу неделя).
Маршрутът на състезанието тръгва от резиденция „Бояна“, преминава през Тихия кът, Владая, Кладница, язовир „Студена“, Боснек, Чуйпетлово, Ярлово, Ярема, местността Брезите, над Железница, Бистрица, Симеоново и през Бояна завършва отново пред резиденцията. По трасето има контролни/подкрепителни пунктове.
По традиция Обиколката на Витоша се провежда през юни (заради дългите дни и късите нощи) и по-точно през най-близкия до юнското пълнолуние уикенд; тази традиция е нарушавана в много редки случаи.
Обиколката на Витоша е квалификационно състезание за Обиколката на Монблан – най-престижния планински ултрамаратон в Европа.
Рекордът на трасето използвано в последното десетилетие се държи от Христо Цветков, който през 2025 година го пробягва за 6 часа и 56 минути.